# قائمة شركات الطيران في الكويت
هذه قائمة شركات الطيران في الكويت.
| الشركة                 | صورة              | رمز إياتا         | علامة تعريف (إيكاو) | رمز النداء        | الإنشاء           | محور خطوط جوية     | الموقع الرسمي                                         | ملاحظة |
| شركات طيران فعالة      | شركات طيران فعالة | شركات طيران فعالة | شركات طيران فعالة   | شركات طيران فعالة | شركات طيران فعالة | شركات طيران فعالة  | شركات طيران فعالة                                     | شركات طيران فعالة |
| ---------------------- | ----------------- | ----------------- | ------------------- | ----------------- | ----------------- | ------------------ | ----------------------------------------------------- | --- |
| الخطوط الجوية الكويتية |                   | KU                | KAC                 | KUWAITI           | 1954              | مطار الكويت الدولي | هنا                                                   | - بدأت الشركة عملياتها في 16 مارس 1954. - هي أول شركة طيران كويتية. - هي شركة الطيران الرئيسية الوطنية التابعة للقطاع الحكومي. |
| طيران الجزيرة          |                   | J9                | JZR                 | JAZEERA           | 2004              | مطار الكويت الدولي | هنا                                                   | - بدأت شركة الطيران عملياتها في عام 2004. - هي ثاني شركة طيران كويتية بعد الخطوط الجوية الكويتية . - أول شركة طيران مملوكة بالكامل للقطاع الخاص في الشرق الأوسط. |
| شركات طيران متوقفة     |                   |                   |                     |                   |                   |                    |                                                       | |
| الخطوط الجوية الوطنية  |                   | Q9                | WAN                 | WATANIYA          | 2005              | مطار الكويت الدولي | هنا نسخة محفوظة 11 نوفمبر 2018 على موقع واي باك مشين. | - بدأت شركة الطيران عملياتها في يناير 2009، تم علقت جميع عملياتها في عام 2011 بسبب الصعوبات المالية. - في يوليو من عام 2017 رجعت الشركة للعمل مرة أخرى. - حصلت شركة الطيران على المركز الثاني بين شركات النقل في الشرق الأوسط في خدمة الموظفين المتميز في عام 2010 من المسح السنوي سكايتراكس. |